# Officina monetalis
Las officina monetalis, en la Roma Antigua, eran los talleres donde se realizaban las tareas de producción de moneda dentro de la ceca, como se deduce de las grabaciones de monedas desde el reinado de Filipo II de Macedonia (244-249).
La acuñación de monedas fue una tarea artesanal que constituyó en sí misma uno de los mayores logros de la Antigüedad. Durante el neolítico, los excedentes de las actividades eran objeto de trueque. Este trueque permitía el intercambio de bienes, pero debía haber una cierta coincidencia entre las dos partes, en función de lo que era superfluo para uno o lo necesario para otro. Era por tanto, esencial, establecer una unidad de medida y valor que fuera aceptada comúnmente y que facilitara el pago, así como el atesoramiento y la riqueza, surgiendo entonces el dinero dentro de las ciudades y estados.
En función de lo descrito anteriormente y, por lo general, correspondía a los estados y reyes, siendo privilegio de éstos, las tareas de acuñación de moneda (sin perjuicio de que existieran particulares que en algún momento determinado pudieran acceder a dicho privilegio).
La ceca de la Roma republicana se encontraba en el Capitolio, en las proximidades del templo de Juno Moneta. Aunque también se dieron variantes como las cecas itinerantes de campaña o aquellas que se movían con la corte imperial. 
La única ceca de la que se tiene constancia que se construyera para este fin, es la que se encuentra en la Regio Tertia, bajo la actual iglesia de San Clemente, cerca del Coliseo. De planta rectangular (65 x 30m), contendría unas veinte tabernae (establecimientos comerciales que se abren hacia la calle) y una segunda planta con los talleres para aprender los oficios, así como para archivos. El testimonio más antiguo de esta ceca se recogen en inscripciones encontradas en el año 1556, realizadas por los oficiales monetae caesaris nostri y dedicadas a Apolo Augustus, Fortuna Augusta y Hercules Augustus.

## Sobre los metales y su gestión
Correspondía a los estados o a las entidades de poder, la gestión, el control y la propiedad del metal que se usaba para acuñar moneda. Estos aspectos se traducían a su vez, en el control de la actividad minera. En el caso de Roma, Hispania constituía el productor de metales más importante del mundo. Plinio el Viejo señala que proporcionaba oro, plata, plomo, cobre y hierro. 

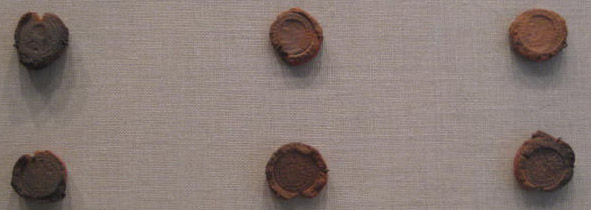

Era el Senado el que controlaba el erario, como se deduce de abreviaturas en denarios republicanos que hacen referencia al argentum publicum, dinero en posesión del estado romano que se guardaba en el aerarium, que en origen, debió situarse en el templo de Saturno, depósito de metales preciosos y de moneda.
No había constancia de la calidad de la aleación en las acuñaciones. Plinio indicaba que la piedra de toque revelaba la proporción de oro, plata o cobre de un metal hasta el escrúpulo.
Los metales nobles como el oro o la plata, son difíciles de encontrar en la naturaleza en estado puro, debiendo obtenerse por copelación (fundición del metal en una copela, de cenizas y cal), proceso que permite separar el metal noble de los menos nobles y lograr una pureza del 99%.
Una vez obtenido el metal, los cospeles (discos metálicos sobre los que se realiza el acuñamiento), se fabricaban mediante moldes que podían ser monovalvos, construidos sobre piedra o arcilla (Plinio habla de piedras silíceas refractarias al fuego para fundir monedas), o con alveolos, en los que se vertía el metal fundido. Aunque también se podían conseguir cospeles vertiendo el metal fundido en una superficie plana, o a través de una barra metálica.

## Sobre los trabajadores y la dirección de los talleres
La mayoría de la información que poseemos acerca de las personas que participaban en las tareas de acuñación de moneda, proviene tanto de las fuentes literarias antiguas, como de inscripciones y las propias monedas. Los cuestores fueron los superiores de los monederos, los tresviri aere argento auro flando feriundo, magistrados monetales que se encargaron de controlar la acuñación de moneda al menos hasta época de Augusto. En época de Julio César, de tres pasaron a cuatro y con Augusto volvieron a ser tres. En época de Trajano, al frente de la ceca se situaban individuos del orden ecuestre, los procurator monetae, que mandaban sobre varios praepositi. Como ayudantes de estos procurator monetae, se contaba con un optio et exactor auri argenti et aeris, que podía ser asistido por un tercer optio Se conoce una inscripción de tiempos de Constantino donde se recoge la jerarquía procurator-praepositi-officinatores. Todos ellos controlarían a los artesanos.
Del resto de trabajadores o artesanos, las referencias que tenemos siguen siendo a través de inscripciones. Así, tenemos a los Officinatores, personal principal relativo al proceso de grabación; signatores (acuñadores, grabadores); scalptores (abridores de cuño); malleatores y suppostores (martilleadores que se turnaban); aequatores (relacionados con el peso de los cospeles); nummularii (relacionados con los problemas concernientes con el contenido del metal); los flaturaii (relacionados con el trabajo del metal para fabricar los flanes o cospeles), que no aparecen en inscripciones de época de Trajano, por lo que se piensa que trabajarían aparte. Junto a todos ellos, trabajarían los mediastini, esclavos para cualquier trabajo, dirigidos por el praepositus mediastinorum.

## Sobre las herramientas
La principal fuente usada para el conocimiento del utillaje empleado en el acuñamiento de moneda, es el reverso del denario del IIIvir Titus Carisius. En él aparecen cuños, yunque, martillo y tenazas para colocar los cospeles en el yunque. 
En una estela funeraria, que se conserva en el Museo Británico, aparecen también herramientas de acuñación (martillo, cuños, yunque y tenazas) y las de un grabador de cuños.
Los cuños fueron la herramienta más importante para las tareas de acuñamiento de la moneda. De formas y tamaños variables (cónicos, troncocónicos, troncopiramidales, periformes, etc.) El cuño de reverso se sostenía manualmente por el artesano e iba encajado en una carcasa metálica. El de anverso permanecía fijo, encajado en el yunque. Lo normal es que fueran macizos y de una sola pieza.
Los cuños pudieron fijarse con guías, bisagras o abrazaderas; en algunos aparecen marcas que pudieron servir de orientación al artesano.

## Sobre la fabricación

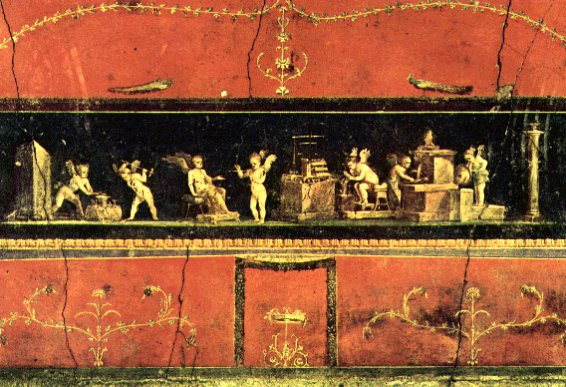

Los vocablos latinos ferire o cudere se usan para definir el verbo acuñar.
El acuñamiento consistía en golpear con el martillo (malleolus) el extremo del cuño de reverso de tal forma que la presión ejercida por el golpe embutía el cospel en las partes incusas (en una cara del cospel lleva en hueco el mismo cuño que la otra cara en relieve) de los dos cuños.
Resultaba muy difícil acuñar dos monedas idénticas (según la posición y el ángulo del cuño móvil y la fuerza del martillazo). Si la moneda no quedaba bien acuñada, se calentaba al rojo y se volvía a estampar a golpe de martillo el diseño.
Representó un problema en el proceso de fabricación, la rotura de los cuños, lo que implicaba su reemplazo por otros nuevos. Lo más habitual era que se fracturase el cuño de reverso (móvil), pues era el que más presión recibía del golpe del martillo, sobre el cual actuaba directamente.
Lo normal era acuñar las monedas de una en una y el proceso se podía realizar en frío o en caliente, lo cual, junto con el nivel de actividad de la ceca, incidía en la vida de los cuños.
Se estima, a través de experimentos, que las monedas que se podían producir por cuño de anverso en caliente, oscilarían entre 10.000 y 16.000.